# Tinka
Tinka (conocida popularmente como La Tinka) es una marca de juegos de lotería en Perú operada por la empresa La Tinka S.A. del Grupo Intercorp, la que a su vez tiene en su portafolio otras modalidades de apuestas como Kábala, Ganagol, Gana Diario, Kinelo y su casa de apuestas deportivas Te Apuesto.
Es considerado como el juego de azar televisado más popular en el país. En el año 1999 se invirtieron más 170 millones de soles en la venta de boletos, la mitad de dinero invertido en país en comparación de tragamonedas y casinos. En 2019 se contabilizó a S/. 120 millones.

## Historia
Fue creado en octubre de 1994 por la empresa Lottery Holding (posteriormente Tektron S.A) como una lotería dominical. La novedad con la que surgió estaba descrita en su eslogan que la definía: «Tinka, lotería electrónica», caracterizada por la venta de boletos en módulos computarizados de IBM, el uso de balotera electrónica de aire automática y la trazabilidad inmediata de las jugadas ganadoras al momento del sorteo en vivo.
Tras el éxito de la «Tinka del domingo», en 1996 se lanzó la «Tinka del jueves», la cual en 1998 cambió su nombre a «Kábala». En 2003 la transnacional griega Intralot adquirió la marca, luego de lo cual renovó su imagen y cambió la frecuencia del juego a dos veces por semana, miércoles y domingos. Desde 2016 la franquicia es propiedad de Nexus Group, sucursal de Intercorp.
En 2017 la Tinka consiguió adaptar a su público juvenil tras a una campaña publicitaria ganadora de un premio Effie.

## Reglas de selección y combinaciones
Según el reglamento de 2010, el juego consta de un «boleto de la suerte»: lleva 6 números, en que el usuario elige dentro del rango 1-45, con en que se generan 8.145.060 combinaciones existentes, frente a los seis millones concedidos en los años 2000. El costo del boleto es de cuatro soles cada uno, en que se adquiere en los más de 5000 módulos físicos del país según El Comercio en 2015, además del sitio web oficial. Se realizan dos sorteos a la semana, en que además de sacar las seis bolitas se extrae otra extra llamada «yapita» con bonificaciones adicionales para quienes acertaron al menos tres números.
El mayor premio al acertar los seis números tiene un mínimo de 1 millón de dólares, que originalmente fue cien mil. En general, el ganador no consigue todo el premio cuando este supera los 100 soles por exigencia del Servicio de Administración Tributaria de Lima. Por motivos legales, para 2017 el 30% del total del premio mayor es donado a la Sociedad de Beneficencia de Huancayo y la Beneficencia de Lima, sus principales socios desde la privatización de las loterías en el país en los años 1990, mientras que el 10 % restante al Estado por el impuesto a la renta. De lo contrario, si después de unos días el ganador no reclama el monto, el resto del dinero pasa al Instituto Peruano del Deporte. Hasta septiembre de 2021 se repartieron más de mil quinientos millones de soles en premios.
A partir del año 2023, el rango de números elegibles se incrementó de 45 a 48, alcanzando un número de 12.271.512 combinaciones.
En 2024, una de las presentadoras de América Televisión, donde se emite el programa, reveló que la persona ganadora recibe el dinero desde una cuenta bancaria mientras es fotografiada de forma privada por la empresa.